# Katastrofa kolejowa w Poznaniu (1945)
Katastrofa kolejowa w Poznaniu na Jeżycach – katastrofa kolejowa, która miała miejsce 16 sierpnia 1945 roku na linii kolejowej nr 351 pomiędzy obecnym posterunkiem odgałęźnym POD (dawniej Poznań Jeżyce) a stacją Poznań Główny, w pobliżu wiaduktu nad ul. Roosevelta/Libelta.

## Przebieg wydarzeń
Nie są znane wszystkie okoliczności wypadku. Z zachowanych dokumentów milicyjnych wynika, że doszło do niego o godzinie 19:46 w rejonie wiaduktu kolejowego przy ulicy Poznańskiej. Według raportu milicyjnego na stojący na niewłaściwym torze pociąg numer 1524, jadący do Obornik, najechał pociąg numer 523 zdążający do Szczecina. W wypadku śmierć poniósł bagażowy Franciszek Hałas oraz strażnik ochrony kolei Franciszek Snopczyk. Ciężko ranny został Jan Drogowski – kierownik pociągu numer 1524. Lekkie obrażenia odnieśli Stefan Gazecki oraz Franciszek Szymański.  
Kontrowersje budzi relacja pociągów wymienionych w milicyjnym raporcie. Wynika z niego, że oba pociągi wyjeżdżały z Poznania. Inaczej relacjonują to Głos Wielkopolski z 17 sierpnia 1945 roku oraz literatura. Według tych źródeł doszło do zderzenia czołowego pociągu jadącego ze Szczecina oraz pociągu jadącego w kierunku Chodzieży. Z kroniki obozowej 2 PDH wiadomo również, że pociągiem zdążającym do Poznania jechali harcerze, którzy wracali z obozu żniwnego w Pietronkach koło Chodzieży. 
Natychmiast po katastrofie rozpoczęło się śledztwo, które prowadzili milicjanci z komisariatu dworcowego oraz prokuratura PKP. Jeszcze w dniu katastrofy zatrzymano Jana Rypińskiego, który pełnił funkcję dyżurnego nastawni PO. W wyniku śledztwa mężczyźnie postawiono zarzut z art. 38 pkt. 2 Ustawy o komunikacjach w służbie ochrony państwa z dn. 30 III 1939. Mówi on: 
„Art. 38 pkt. 1 Funkcjonariusz lub pracownik komunikacji, który w czasie podporządkowania komunikacji interesom obrony państwa dopuszcza się czynu obniżającego sprawność lub zagrażającego ruchowi komunikacji, podlega karze więzienia do lat 10. pkt. 2 Jeżeli czyn określony w ustępie 1 spowodował wielką szkodę w zakresie utrzymania sprawności komunikacji, sprawca podlega karze więzienia do lat 15 lub dożywotnio”. 
29 października 1945 roku odbyła się rozprawa, a Jan Rypiński został skazany na karę trzech lat pozbawienia wolności w zawieszeniu na rok. Tego samego dnia mężczyzna opuścił areszt, w którym przebywał od dnia katastrofy.  
W tym samym miejscu w 1933 roku zdarzyła się inna katastrofa kolejowa.